# DICE Awards
 (octobre 2019).
Si vous disposez d'ouvrages ou d'articles de référence ou si vous connaissez des sites web de qualité traitant du thème abordé ici, merci de compléter l'article en donnant les références utiles à sa vérifiabilité et en les liant à la section « Notes et références ».
Les DICE Awards, autrefois appelées Interactive Achievement Awards (avant 2012), sont des récompenses annuelles qui distinguent une sélection de jeux vidéo. Créée en 1998 et organisée par l'Academy of Interactive Arts and Sciences, la cérémonie de remise des prix se tient chaque année à Las Vegas à l'occasion de la semaine de la convention DICE et couvre les jeux sortis l'année précédente.
Lors de la plus récente édition de la cérémonie, en février 2025, c'est Astro Bot qui remporte le prix de jeu de l'année 2024.

## Fonctionnement
Les prix sont décernés de manière anonyme par les membres votants de l'AIAS, qui ont démontré leurs capacités et leur expérience professionnelle dans l'industrie du jeu vidéo. Ce sont ainsi des récompenses très respectées, décernées aux logiciels du divertissement par leurs pairs. Cependant, seuls les jeux développés par les compagnies membres de l'AIAS peuvent concourir aux nominations, ce qui exclut nombre de jeux non-américains.
Bien que moins exposés que la cérémonie des Game Awards, les DICE Awards ont la réputation d'être davantage à destination de l'industrie vidéoludique et d'être plus prestigieux.

## Cérémonie

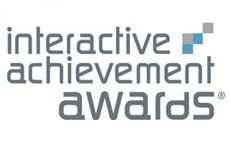
Logo de la première édition de la cérémonie, à l'époque où les récompenses s'appelaient les Interactive Achievement Awards (« récompenses de prouesses interactives »).

Les récompenses sont remises dans le cadre d'une conférence de plusieurs jours organisée tous les ans à Las Vegas par l'Academy of Interactive Arts & Sciences (« académie des arts et sciences interatifs »), l'instance régulant l'industrie vidéoludique américaine. Si la convention est généralement destinée aux dirigeants de studio et vétérans de l'industrie, elle peut attirer une audience qui mélange aussi bien étudiants que développeurs à la recherche de soutiens financiers pour leurs pitchs. L'évènement propose aussi des tables rondes ou des prises de parole de figures de l'industrie,.
La remise des prix des DICE Awards se déroule le jeudi soir de la convention. Les gagnants de chaque catégorie sont déterminés par 30 000 votants, spécialistes de l'industrie ou développeurs de jeu. Au contraire des Game Developers Choice Awards ou de cérémonies similaires pour d'autres industries créatives, les DICE Awards ne proposent pas de séquence « In memoriam » en hommage aux membres de l'industrie décédés récemment. Le sujet est à l'étude dans les années 2020, mais le comité d'organisation considère qu'il est peut-être plus approprié qu'il n'existe qu'une seule version de cette séquence.

## Prix décernés

### Jeu de l'année
- 2024 : Astro Bot[5]
- 2023 : Baldur's Gate III[2]
- 2022 : Elden Ring
- 2021 : It Takes Two
- 2020 : Hades
- 2019 : Untitled Goose Game
- 2018 : God of War
- 2017 : The Legend of Zelda: Breath of the Wild
- 2016 : Overwatch
- 2015 : Fallout 4
- 2014 : Dragon Age: Inquisition
- 2013 : The Last of Us
- 2012 : Journey
- 2011 : The Elder Scrolls V : Skyrim
- 2010 : Mass Effect 2
- 2009 : Uncharted 2 : Among Thieves
- 2008 : LittleBigPlanet
- 2007 : Call of Duty 4: Modern Warfare
- 2006 : Gears of War
- 2005 : God of War
- 2004 : Half-Life 2
- 2003 : Call of Duty
- 2002 : Battlefield 1942
- 2001 : Halo : Combat Evolved
- 2000 : Diablo II
- 1999 : The Sims
- 1998 : The Legend of Zelda: Ocarina of Time
- 1997 : GoldenEye 007

### Jeu de l'année sur ordinateur
- 2008 : The Orange Box
- 2007 : The Elder Scrolls IV: Oblivion
- 2006 : Age of Empires III
- 2005 : Half-Life 2
- 2004 : Call of Duty
- 2003 : Battlefield 1942
- 2002 : Black and White
- 2000 : Age of Empires II: The Age of Kings
- 1999 : Half-Life
- 1998 : StarCraft

### Jeu de l'année sur console
- 2008 : Call of Duty 4: Modern Warfare
- 2007 : Gears of War
- 2006 : God of War
- 2005 : Halo 2
- 2004 : Prince of Persia : les Sables du temps
- 2003 : Tom Clancy's Splinter Cell
- 2002 : Halo: Combat Evolved
- 2001 : SSX
- 2000 : Soul Calibur
- 1999 : The Legend of Zelda: Ocarina of Time
- 1998 : GoldenEye 007

### Jeu de l'année sur console portable
- 2008 : The Legend of Zelda: Phantom Hourglass
- 2007 : Brain Training
- 2006 : Nintendogs
- 2005 : Metroid Zero Mission
- 2004 : Final Fantasy Tactics Advance
- 2003 : Metroid: Fusion
- 2002 : Advance Wars

### Jeu indépendant
- 2024 : Cocoon[1]

### Game design
- 2008 : Portal
- 2007 : Wii Sports
- 2006 : Guitar Hero
- 2005 : Katamari Damacy
- 2004 : Prince of Persia : les Sables du temps
- 2003 : Animal Crossing
- 2002 : Grand Theft Auto III
- 2001 : The Legend of Zelda: Majora's Mask
- 2000 : The Sims
- 1999 : The Legend of Zelda: Ocarina of Time
- 1998 : Parappa the Rapper

### Gameplay engineering
- 2008 : Portal
- 2007 : Wii Sports
- 2006 : Nintendogs et Guitar Hero
- 2005 : Half-Life 2
- 2004 : Prince of Persia : les Sables du temps
- 2003 : Tom Clancy's Splinter Cell
- 2002 : Grand Theft Auto III
- 2001 : SSX
- 2000 : Les Sims

### Direction artistique
- 2008 : BioShock
- 2007 : Gears of War
- 2006 : Shadow of the Colossus
- 2005 : Half-Life 2
- 2004 : The Legend of Zelda: The Wind Waker
- 2003 : Sly Cooper and the Thievius Raccoonus
- 2002 : ICO
- 2001 : Final Fantasy IX
- 2000 : Final Fantasy VIII
- 1999 : Banjo-Kazooie
- 1998 : Riven

### Visual engineering
- 2008 : Crysis
- 2007 : Gears of War
- 2006 : Shadow of the Colossus
- 2005 : Half-Life 2
- 2004 : Prince of Persia : les Sables du temps
- 2003 : The Lord of the Rings: The Two Towers
- 2002 : Halo: Combat Evolved
- 2001 : SSX
- 2000 : Unreal Tournament
- 1999 : The Legend of Zelda: Ocarina of Time
- 1998 : GoldenEye 007

### Animation
- 2008 : Assassin's Creed
- 2007 : Gears of War
- 2006 : God of War
- 2005 : Half-Life 2
- 2004 : Prince of Persia : les Sables du temps
- 2003 : Sly Raccoon
- 2002 : L'Odyssée de Munch
- 2001 : Final Fantasy IX
- 2000 : Final Fantasy VIII

### Musique originale
- 2008 : BioShock
- 2007 : LocoRoco
- 2006 : God of War
- 2005 : Fable
- 2004 : Medal of Honor: Rising Sun
- 2003 : Medal of Honor: Frontline
- 2002 : Tropico
- 2001 : Medal of Honor: Underground
- 2000 : Um Jammer Lammy

### Musique sous licence
- 2008 : Rock Band
- 2007 : Guitar Hero 2
- 2004 : SSX 3

### Sound design
- 2008 : BioShock
- 2007 : Call of Duty 3
- 2006 : God of War
- 2005 : Halo 2
- 2004 : Le Seigneur des anneaux : Le Retour du roi
- 2003 : Medal of Honor: Frontline
- 2002 : Metal Gear Solid 2: Sons of Liberty
- 2001 : Medal of Honor: Underground
- 2000 : Medal of Honor
- 1999 : Road Rash 3D
- 1998 : Parappa the Rapper

### Performance d'acteur
- 2008 : Portal

#### Rôle féminin
- 2007 : Viva Piñata
- 2006 : Jade Empire
- 2005 : Judi Dench dans GoldenEye: Rogue Agent
- 2004 : Jada Pinkett Smith pour Niobe dans Enter the Matrix et Tara Strong pour Rikku dans Final Fantasy X-2

#### Rôle masculin
- 2007 : Gears of War
- 2005 : God of War
- 2005 : Robert Guillaume pour Eli Vance dans Half-Life 2
- 2004 : Elijah Wood pour Frodon Sacquet dans Le Seigneur des anneaux : Le Retour du roi

### Scénario et personnages
- 2008 : BioShock
- 2007 : The Legend of Zelda: Twilight Princess
- 2006 : Call of Duty 2: Big Red One
- 2005 : Fable
- 2004 : Star Wars: Knights of the Old Republic
- 2003 : Eternal Darkness: Sanity's Requiem
- 2002 : ICO
- 2001 : Baldur's Gate II: Shadows of Amn
- 2000 : Age of Empires II: The Age of Kings et Dark Project : La Guilde des voleurs
- 1999 : Pokémon

### Innovation
- 2008 : Rock Band
- 2007 : Wii Sports

### Jeu d'action
- 2008 : Call of Duty 4: Modern Warfare

### Jeu d'action / aventure
- 2007 : Gears of War

### Jeu d'aventure de l'année
- 2008 : Super Mario Galaxy

### Jeu de combat
- 2007 : Fight Night Round 3

### Jeu de course
- 2008 : Motorstorm
- 2007 : Burnout Revenge

### Jeu pour enfant
- 2007 : LocoRoco

### Jeu familial
- 2008 : Rock Band
- 2007 : Guitar Hero 2
- 2006 : Guitar Hero
- 2004 : (pas de récompense)
- 2003 : Mario Party 4

### Jeu de rôle
- 2008 : Mass Effect
- 2007 : The Elder Scrolls IV: Oblivion

### Jeu de sport
- 2008 : skate.
- 2007 : Tony Hawk Project 8

### Jeu de stratégie, simulation
- 2008 : Command and Conquer 3 : Les Guerres du Tiberium
- 2007 : Company of Heroes

### Jeu en ligne
- 2008 : Call of Duty 4: Modern Warfare
- 2007 : Gears of War
- 2004 : (pas de récompense)
- 2003 : Battlefield 1942
- 2002 : Return to Castle Wolfenstein
- 2001 : MechWarrior 4
- 2000 : EverQuest
- 1999 :
  - (jeu de rôle) Ultima Online: The Second Age
  - (jeu d'action stratégie) Starsiege: Tribes
  - (jeu familial) Multiplayer Jeopardy! Online
- 1998 : Ultima Online

### Jeu massivement multijoueur
- 2008 : World of Warcraft: The Burning Crusade
- 2007 : Guild Wars Nightfall
- 2006 : City of Villains et Guild Wars
- 2005 : World of Warcraft
- 2004 : EverQuest: Lost Dungeons of Norrath
- 2003 : The Sims Online
- 2002 : Dark Age of Camelot
- 2001 : EverQuest: Ruins of Kunark

### Jeu téléchargeable
- 2008 : Puzzle Quest: Challenge of the Warlords
- 2007 : Bookworm Adventures

### Jeu sur téléphone mobile
- 2008 : skate.
- 2007 : Orcs and Elves

## Prix décernés (jeu sur console)

### Jeu créatif, innovant
- 2004 : Eye Toy
- 2003 : Animal Crossing
- 2002 : Pikmin
- 2001 : Shenmue

### Jeu d'action / aventure
- 2006 : God of War
- 2005 : Grand Theft Auto: San Andreas
- 2004 : Crimson Skies: High Road to Revenge
- 2003 : Grand Theft Auto: Vice City
- 2002 : Halo: Combat Evolved
- 2001 : The Legend of Zelda: Majora's Mask
- 2000 : Crazy Taxi
- 1999 :
  - (action) Banjo-Kazooie
  - (aventure) The Legend of Zelda: Ocarina of Time
- 1998 :
  - (action) GoldenEye 007
  - (aventure) Final Fantasy VII

### Jeu d'action à la première personne
- 2006 : Battlefield 2
- 2005 : Halo 2
- 2004 : Tom Clancy's Rainbow Six 3
- 2003 : Metroid Prime

### Jeu de combat
- 2006 : Soul Calibur III
- 2005 : Mortal Kombat: Deception
- 2004 : Soul Calibur II
- 2003 : Tekken 4
- 2002 : Dead or Alive 3
- 2001 : Dead or Alive 2
- 2000 : Soul Calibur
- 1999 : WCW/nWo Revenge
- 1998 : WCW vs. nWo: World Tour

### Jeu de course
- 2006 : Need for Speed: Most Wanted
- 2005 : Burnout 3: Takedown
- 2004 : Need for Speed Underground
- 2003 : Need for Speed : Poursuite Infernale 2
- 2002 : Gran Turismo 3
- 2001 : SSX
- 2000 : Star Wars: Episode One Racer
- 1999 : Gran Turismo
- 1998 : Diddy Kong Racing

### Jeu pour enfant
- 2006 : We Love Katamari
- 2005 : Sly 2 : Association de voleurs
- 2004 : Mario Party 5

### Jeu pour la famille
- 2005 : Donkey Konga
- 2004 :
  - Eye Toy
  - The Sims: Bustin' Out
- 2002 : Mario Party 3
- 2001 : Mario Tennis
- 2000 : Pokémon Snap

### Jeu de plate-forme action / aventure
- 2005 : Prince of Persia : l'Âme du guerrier
- 2004 : Prince of Persia : les Sables du temps
- 2003 : Ratchet and Clank

### Jeu de rôle
- 2006 : Jade Empire
- 2005 : Paper Mario : la Porte millénaire
- 2004 : Star Wars: Knights of the Old Republic
- 2003 : Animal Crossing
- 2002 : Baldur's Gate: Dark Alliance
- 2001 : Final Fantasy IX
- 2000 : Final Fantasy VIII
- 1999 : The Legend of Zelda: Ocarina of Time
- 1998 : Final Fantasy VII

### Jeu de sport
À partir de 2004 ce prix est scindé en deux pour récompenser à la fois les jeux de simulation sportive et les jeux d'action sportive.
- 2003 : Madden NFL 2003
- 2002 : Tony Hawk's Pro Skater 3
- 2001 : SSX
- 2000 : Knockout Kings 2000
- 1999 : 1080° Snowboarding
- 1998 : International Superstar Soccer 98

#### Jeu de sport (simulation)
- 2005 : ESPN NFL 2K5
- 2004 : Madden NFL 2004

#### Jeu de sport (action)
- 2005 : Tony Hawk's Underground 2
- 2004 : SSX 3

## Prix décernés (jeu sur ordinateur)

### Jeu créatif, innovant
- 2005 : Half-Life 2
- 2004 : Prince of Persia : les Sables du temps
- 2003 : Battlefield 1942
- 2002 : Black and White
- 2001 : Deus Ex
- 2000 : Disney's Magic Artist Studio
- 1999 :
  - 3-D Castle Creator
  - Barbie Photo Designer Digital Camera and CD-ROM
- 1998 : Orly's Draw-A-Story

### Jeu d'action à la première personne
- 2005 : Half-Life 2
- 2004 : Call of Duty
- 2003 : Medal of Honor: Allied Assault

### Jeu d'action / aventure
- 2005 : Tom Clancy's Splinter Cell: Pandora Tomorrow
- 2004 : Prince of Persia : les Sables du temps
- 2003 : Grand Theft Auto III
- 2002 : Return to Castle Wolfenstein
- 2001 : Deus Ex
- 2000 : Half-Life: Opposing Force
- 1999 :
  - (action) Half-Life
  - (adventure) Grim Fandango
- 1998 :
  - (action) Quake II
  - (aventure) Blade Runner

### Jeu éducatif
- 2004 : (pas de récompense)
- 2002 : Where in the World is Carmen Sandiego?: Treasures of Knowledge
- 2001 : (pas de récompense)
- 2000 : Jump Start Phonics Learning System
- 1999 :
  - (9-16 ans) Thinkin' Science ZAP!
  - (moins de 8 ans) Jump Start Preschool
- 1998 :
  - (éductation) Where in Time is Carmen Sandiego?
  - (habileté) Carmen Sandiego Word Detective

### Jeu pour enfant/famille
- 2005 : Zoo Tycoon 2
- 2004 : Zoo Tycoon: Complete Collection
- 2002 : Backyard Basketball
- 2001 : Return of the Incredible Machine: Contraptions
- 2000 :
  - (enfant) Disney's Villains' Revenge
  - (familiale) 3-D Ultra Lionel Traintown
- 1999 :
  - (enfant) Disney/Pixar's A Bug's Life Action Game
  - (familiale) National Geographic Maps
- 1998 : Lego Island

### Jeu de rôle
- 2005 : Neverwinter Nights: Kingmaker
- 2004 : Star Wars: Knights of the Old Republic
- 2003 : Neverwinter Nights
- 2002 : Baldur's Gate II: Throne of Bhaal
- 2001 : Diablo II
- 2000 : Asheron's Call
- 1999 : Baldur's Gate
- 1998 : Dungeon Keeper

### Jeu de simulation
- 2006 : The Movies
- 2005 : Les Sims 2
- 2004 : Les Sims : Superstar
- 2003 : Les Sims : Entre chiens et chats
- 2002 : Microsoft Flight Simulator 2002
- 2001 : MechWarrior 4
- 2000 : Microsoft Flight Simulator 2000 Professional
- 1999 : Need for Speed III: Hot Pursuit
- 1998 : Microsoft Flight Simulator 98

### Jeu de sport
- 2005 : Tiger Woods PGA Tour 2005
- 2004 : Madden NFL 2004
- 2003 : Madden NFL 2003
- 2002 : FIFA 2002
- 2001 :
  - Motocross Madness 2
  - FIFA 2001
- 2000 : FIFA 2000
- 1999 : FIFA 99
- 1998 : FIFA road to World Cup '98

### Jeu de stratégie
- 2006 : Civilization IV
- 2005 : Rome: Total War
- 2004 : Command and Conquer: Generals
- 2003 : Warcraft III: Reign of Chaos
- 2002 : Sid Meier's Civilization III
- 2001 : Age of Kings II: The Conquerors
- 2000 : Age of Empires II: The Age of Kings
- 1999 : Sid Meier's Alpha Centauri
- 1998 : Age of Empires et StarCraft

### Jeu téléchargeable
- 2006 : Wik: Fable of Souls
- 2005 : The Incredibles: Escape from Nomanisan Island
- 2004 : Hamster Ball